# Felipe López Garrido
Felipe López Garrido, španski lokostrelec, * 10. marec 1977, Sevilla.
Sodeloval je na lokostrelskem delu poletnih olimpijskih igrah leta 2004, kjer je osvojil 46. mesto v individualni konkurenci.